# David Mamet

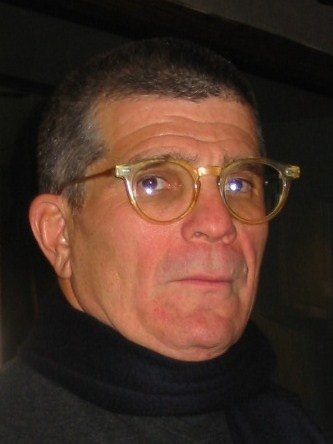
David Mamet en una fotografia del 2007

David Mamet (Chicago (Illinois), 30 de novembre de 1947) és un dramaturg, director de teatre i de cinema, guionista i teòric estatunidenc.

## Guions de pel·lícules
- The Postman Always Rings Twice (1981), de Bob Rafelson
- The Verdict (1982), de Sidney Lumet
- The Untouchables (1987), de Brian De Palma
- House of Games (1987), de David Mamet
- Things Change (1988), de David Mamet
- We're No Angels (1989), de Neil Jordan
- Homicidi (Homicide) (1991), de David Mamet
- Glengarry Glen Ross (1992), de James Foley
- Hoffa (1992), de Danny DeVito
- Oleanna (1994), de David Mamet
- American Buffalo (1996), de Michael Corrente
- Edmond (2005), de Stuart Gordon
- The Edge (1997), de Lee Tamahori
- The Spanish Prisoner (1997), de David Mamet
- La cortina de fum (Wag the Dog) (1997), de Barry Levinson
- The Winslow Boy (1999), de David Mamet
- Lakeboat (2000), de Joe Mantegna
- State and Main (2000), de David Mamet
- Hannibal (2001), de Ridley Scott
- L'últim cop (Heist) (2001), de David Mamet
- Spartan (2004), de David Mamet
- Redbelt (2008), de David Mamet

## Obra dramàtica
- 1974. Sexual Perversity in Chicago
- 1975. American Buffalo
- 1977. A Life in the Theatre
- 1977. The Woods
- 1982. Edmond
- 1984. Glengarry Glen Ross
- 1992. Oleanna
- 1995. The Cryptogram
- 1999. Boston Marriage
- 2004. Faustus
- 2005. Romance
- 2007. Keep Your Pantheon
- 2007. November
- 2008. The Vikings and Darwin
- 2009. Race
- 2009. School
- 2012. The Anarchist
- 2015. China Doll
- 2017. The Penitent
- 2019. Bitter Wheat

### Traduccions al català
- La màquina d'aigua (The water engine, 1977). Versió d'Imma Garín. 1994.[1]
- El cavaller de la felicitat (Mr. Happinnes, 1977). Versió d'Imma Garín. 1994.
- Oleanna (Oleanna). Traducció de Ramon Villanova. 1995.
- El criptograma (The Cryptogram). Direcció: Sergi Belbel. Intèrprets: Emma Vilarasau, Andreu Benito, David Bosc i Gerard Quintana. Al Teatre Nacional de Catalunya. 1998-1998.
- Glengarry Glen Ross. Direcció d'Àlex Rigola. Amb Joel Joan, Andreu Benito, Joan Carreras, Eduard Farelo. Estrenada el 2003 al Teatre Lliure de Barcelona.
- Un matrimoni de Boston (Boston Marriage). Direcció: Josep Maria Mestres. Intèrprets: Emma Vilarasau, Marta Marco i Anna Lizaran. Al Teatre Lliure, els anys 2005 i 2006.[2][3][4] També, a La Villarroel, l'any 2024. Direcció: Josep Maria Mestres. Intèrprets: Emma Vilarasau, Marta Marco i Emma Arquillué.
- Els boscos. Traducció de Cristina Genebat. Direcció de Julio Manrique. Intèrprets: Marc Rodríguez i Cristina Genebat. Escenografia: Lluc Castells. Il·luminació: Jaume Ventura. Vestuari: Mireia Aixalà. Estrena a la Sala Beckett de Barcelona l'1 d'octubre de 2006.[5][6][7]
- Una vida al teatre (A Life in the Theatre, 1977) Traducció d'Anna Soler Horta. Direcció Moisès Maicas. Intèrprets: Enric Majó i Dafnis Balduz. Teatre Municipal La Sala, de Rubí, el 7 de maig de 2016.

## Reconeixement
David Mamet ha rebut diverses nominacions per la seva obra cinematogràfica:
- Oscar al millor guió adaptat en dues ocasions: The Verdict i Wag the Dog.
- Globus d'Or al millor guió en tres: The Verdict, House of Games, i Wag the Dog.
- BAFTA al millor guió adaptat per Wag the Dog.
- Palma d'Or per Homicide.
- Lleó d'Or al Festival Internacional de Cinema de Venècia per House of Games.